# جيك هيل
جيك هيل (بالإنجليزية: Jake Hill)‏ هو سائق سباق بريطاني، ولد في 22 فبراير 1994 في رويال تونبريدج ولز ‏ في المملكة المتحدة.

## روابط خارجية
- جيك هيل على موقع DriverDB.com (الإنجليزية)